# Juan Manuel Márquez
Juan Manuel Márquez Méndez (* 23. August 1973 in Mexiko-Stadt, Mexiko) ist ein ehemaliger mexikanischer Profiboxer, dessen Karriere von 1993 bis 2014 andauerte. Er war Weltmeister im Federgewicht (IBF, WBA, WBO), Superfedergewicht (WBC), Leichtgewicht (WBA, WBO) und Halbweltergewicht (WBO). Insgesamt bestritt er 15 WM-Kämpfe (ohne Interimstitel) in fünf Gewichtsklassen, von denen er neun gewann, bei einem Unentschieden und fünf Niederlagen.
Er ist neben Erik Morales, Jorge Arce und Saúl Álvarez einer von nur vier mexikanischen Boxern, die Weltmeistertitel in vier Gewichtsklassen erkämpfen konnten. 2020 fand er Aufnahme in die International Boxing Hall of Fame.
Sein jüngerer Bruder Rafael Márquez war ebenfalls Boxer sowie Weltmeister im Bantamgewicht und Superbantamgewicht.

## Privates
Juan Márquez wurde in der mexikanischen Hauptstadt als Sohn eines ehemaligen Boxers und einer Hausfrau geboren. Er hat zwei Brüder und fünf Schwestern. Sein Bruder Rafael Márquez ist ebenfalls Boxweltmeister. Bis ins Jahr 2000 arbeitete er als Buchhalter. Seit 1996 ist er verheiratet und Vater von zwei Söhnen und einer Tochter. Zudem besitzt er einige Mietobjekte und eine Sportbar in Mexiko-Stadt.
Beim Fußball drückt Márquez dem Club América die Daumen.

## Boxkarriere
Juan Manuel Márquez begann im Alter von acht Jahren mit dem Boxsport und bestritt seinen ersten Kampf im Alter von 13 Jahren. Nach 86 Amateurkämpfen, von denen er 82 gewann, wechselte er unter den Trainern Ignacio Beristain und Gilbert Márquez im Alter von 19 Jahren in das Profilager.

### Federgewicht
Er verlor sein Debüt im Mai 1993 aufgrund eines Kopfstoßes durch Disqualifikation, gewann jedoch im Anschluss jeden seiner 29 Kämpfe, davon 22 vorzeitig. Er wurde dabei im Februar 1997 Nordamerikanischer Meister des mit der WBO assoziierten Verbandes NABO im Federgewicht und konnte diesen Titel siebenmal verteidigen, darunter gegen den späteren Weltmeister Agapito Sánchez und den ehemaligen Weltmeister Alfred Kotey. Als von der WBO auf Platz 1 geführter Herausforderer konnte er daraufhin am 11. September 1999 in Las Vegas um den WBO-Weltmeistertitel im Federgewicht boxen, verlor jedoch einstimmig gegen den Titelträger Freddie Norwood. Der Kampfausgang war nicht unumstritten. Beide Boxer waren im Kampfverlauf am Boden und Márquez hatte die höhere Trefferzahl (89:73). Harold Lederman von HBO, aufgenommen in die International Boxing Hall of Fame, hatte den Kampf mit 115:111 für Márquez gewertet.
In seinen folgenden zehn Kämpfen blieb er wieder ungeschlagen, wurde im Mai 2000 erneut Nordamerikameister der NABO im Federgewicht und besiegte unter anderem den ehemaligen Weltmeister Daniel Jiménez und den späteren Weltmeister Robbie Peden. Durch den Sieg gegen Peden wurde er US-Meister der IBF und Nordamerikameister der NABF im Federgewicht. Am 1. Februar 2003 boxte er in Las Vegas um den von Johnny Tapia entzogenen IBF-Weltmeistertitel im Federgewicht und besiegte dabei den vierfachen Weltmeister Manuel Medina nach zwei Niederschlägen durch TKO in der siebenten Runde. Am 1. November 2003 gewann er zudem einen Vereinigungskampf in Grand Rapids (Michigan) gegen den WBA-Weltmeister Derrick Gainer durch eine Technische Entscheidung in der siebenten Runde; aufgrund eines unbeabsichtigten Kopfstoßes und einer dadurch entstandenen Verletzung bei Gainer wurde der Kampf beendet und die Punktezettel ausgewertet, auf denen Márquez einstimmig in Führung lag. Da er bereits einen WM-Titel hielt, wurde Márquez von der WBA zum Superweltmeister ernannt.
In seiner ersten Titelverteidigung als Doppelweltmeister (IBF/WBA) traf er am 8. Mai 2004 in Las Vegas auf den vom Ring Magazine auf Platz 1 der Weltrangliste gesetzten Manny Pacquiao. Márquez überstand drei Niederschläge in der ersten Runde, gestaltete den weiteren Kampfverlauf jedoch ausgeglichen und behielt aufgrund eines Unentschieden nach den vollen zwölf Runden seine beiden WM-Titel. Die drei Punktrichter hatten den Kampf mit 115:110 für Márquez, 115:110 für Pacquiao und 113:113 gewertet.
Im September 2004 gewann Márquez einstimmig gegen den Pflichtherausforderer und späteren vierfachen Weltmeister Orlando Salido, sowie im Mai 2005 ebenfalls einstimmig gegen den von den Verbänden WBA/IBF auf Platz 12 geführten Herausforderer Victor Polo, der in seinem letzten Kampf ein Unentschieden gegen den WBO-Weltmeister Scott Harrison erreicht hatte.
Im August 2005 entzog der IBF-Verband Márquez den WM-Titel mit der Begründung, dass kein Promoter bereit war, die Mindestkampfbörse für eine Pflichtverteidigung gegen Fahprakorb Rakkiatgym zu bieten. Todd duBoef, Präsident von Márquez′ Promoter Top Rank hatte unter anderem angegeben, dass der Kampf gegen den international unbekannten Thailänder nicht vermarktungsfähig sei. Da er nun nicht mehr die Voraussetzungen zum Tragen des Superweltmeistertitels erfüllte, entzog ihm auch der WBA-Verband dessen WM-Gürtel.
Am 4. März 2006 boxte er in Indonesien um den regulären WBA-Weltmeistertitel im Federgewicht, verlor jedoch einstimmig nach Punkten, auch aufgrund von zwei Punktabzügen wegen Tiefschlägen, gegen den Titelträger Chris John. In seinem nächsten Kampf, um den Interims-Weltmeistertitel der WBO im Federgewicht, siegte er am 5. August 2006 in Stateline durch TKO in der siebenten Runde gegen Terdsak Jandaeng. Der Interimstitel wurde ausgeboxt, da der amtierende WBO-Weltmeister Scott Harrison gesundheitsbedingt keine Titelverteidigung bestreiten konnte. Im November 2006 verteidigte Márquez den Interimstitel durch KO in der neunten Runde gegen Jimrex Jaca. Im April 2007 wurde Márquez, nachdem Harrison auch eine weitere Titelverteidigung nicht wahrnahm und ihm daraufhin der Titel entzogen worden war, zum neuen WBO-Weltmeister im Federgewicht ernannt.
Márquez legte den Titel jedoch kurz darauf nieder, um in das Superfedergewicht aufzusteigen.

### Superfedergewicht
Am 17. März 2007 gewann er in Las Vegas einstimmig nach Punkten gegen seinen Landsmann Marco Barrera und gewann damit dessen WBC-Weltmeistertitel im Superfedergewicht, den Barrera im November 2004 gewonnen und bis dahin viermal verteidigt hatte. Im Anschluss gewann er im November 2007 eine Titelverteidigung durch einstimmige Entscheidung gegen den Amateurweltmeister von 1999, Rocky Juarez, der 2006 zweimal als WM-Herausforderer an Marco Barrera gescheitert war.
Am 15. März 2008 kam es in Las Vegas zu einem erneuten Aufeinandertreffen mit Manny Pacquiao um die Position der Nummer 1 des Ring Magazine, wobei Pacquiao knapp per geteilter Mehrheitsentscheidung der Punktrichter (115:112, 114:113, 112:115) zum Sieger erklärt wurde. Wie ausgeglichen der Kampf geführt wurde, zeigte die Tatsache, dass von 73 Punktrichtern, welche den Kampf für diverse Sportkanäle bzw. Zeitschriften werteten, 32 für Pacquiao und 32 für Márquez, sowie 9 den Kampf als Unentschieden werteten.

### Leichtgewicht
Nach der Niederlage gegen Pacquiao stieg Márquez in das Leichtgewicht auf und gewann dort seinen ersten Kampf am 13. September 2008 durch TKO in der elften Runde gegen Joel Casamayor, Olympiasieger von 1992 und ehemaliger Weltmeister im Superfeder- und Leichtgewicht. Durch diesen Sieg wurde Márquez vom Ring Magazine als Nummer 1 im Leichtgewicht geführt.
Seinen nächsten Kampf, um die vakanten WM-Titel der WBA (Super) und WBO im Leichtgewicht, gewann er am 28. Februar 2009 in Houston durch TKO in der neunten Runde gegen den vom Ring Magazine auf Platz 2 geführten und zehn Jahre jüngeren IBO-Weltmeister Juan Díaz, der bis März 2008 die WM-Titel der IBF, WBA und WBO getragen hatte. Das ab der ersten Runde temporeich geführte Duell wurde jeweils zum Ring Magazine Kampf des Jahres und BWAA Kampf des Jahres gewählt.
Márquez, der inzwischen als #2 Pound for pound hinter Manny Pacquiao geführt wurde, stellte sich am 19. September 2009 in Las Vegas dem nach einer 21-monatigen Kampfpause in den Ring zurückkehrenden Floyd Mayweather, der aufgrund seiner langen Inaktivität in den Ranglisten nicht mehr aufschien. Rund zwei Tage vor dem offiziellen Wiegen wurde vereinbart, dass der Kampf nicht im Leichtgewicht, sondern im zwei Klassen höheren Weltergewicht stattfinden soll, weshalb die WM-Titel von Márquez nicht auf dem Spiel standen. Márquez wurde in dem Kampf von Mayweather ausgeboxt, ging in Runde 2 zu Boden und verlor schließlich einstimmig nach Punkten. Durch diesen Sieg übernahm Mayweather die Position als #2 Pound for pound.
Márquez boxte als Nächstes in einer Titelverteidigung und in einem Rückkampf gegen Juan Díaz und siegte dabei am 31. Juli 2010 in Las Vegas einstimmig nach Punkten, wobei er bei der Trefferstatistik mit 288:155 führte. Zudem verteidigte er den Titel noch am 27. November 2010 in Las Vegas durch TKO in der neunten Runde gegen den Pflichtherausforderer Michael Katsidis.

### Weltergewicht/Halbweltergewicht
Márquez stieg dann in das Weltergewicht auf und boxte am 12. November 2011 in Las Vegas in einem bereits dritten Aufeinandertreffen gegen den WBO-Weltmeister Manny Pacquiao und verlor den ausgeglichen wirkenden Kampf durch Mehrheitsentscheidung (114:114, 112:116, 113:115) nach Punkten. Erneut war das Kampfergebnis umstritten; bei den inoffiziellen Punktrichtern hatten 57 für Márquez und 51 für Pacquiao gestimmt, 36 weitere werteten den Kampf unentschieden. Das hohe Zuschauerinteresse von 16.368 vor Ort sowie rund 1,4 Millionen Pay-per-View-Käufen in den USA, machte das Event zu einem der finanziell lukrativsten in der Geschichte des Boxmekkas Nevada und war mit über 37 Millionen TV-Zuschauern (Azteca 7) auch der bislang meistgesehene Boxkampf in der Geschichte Mexikos.
Da sich Márquez im Anschluss für einen Verbleib in den höheren Gewichtsklassen entschied, wurden ihm die Leichtgewichtstitel der WBA (Super)- und WBO im Januar 2012 durch die Verbände entzogen.
Mit einem folgenden Sieg gegen Serhii Fedtschenko am 14. April 2012 wurde er WBO-Interimsweltmeister im Halbweltergewicht und wurde im Juni 2012, nach dem Wechsel des regulären Titelträgers Timothy Bradley in das Weltergewicht, zum regulären WBO-Weltmeister im Halbweltergewicht ernannt.
Am 8. Dezember 2012 boxte er in Las Vegas im Alter von bereits 39 Jahren zum vierten Mal gegen Manny Pacquiao, wobei der Kampf erneut im Weltergewicht stattfand und es sich um einen Nicht-Titelkampf handelte. Nach Punkten im Rückstand, gelang Márquez ein KO-Sieg in der sechsten Runde, nachdem er mit einem rechten Wirkungstreffer über einen Jab von Pacquiao das Kinn des Philippiners getroffen hatte. Das Ring Magazine wählte das Duell zum Kampf des Jahres, den Niederschlag zum KO des Jahres und Márquez zum Boxer des Jahres.
Sein nächster Gegner wurde am 12. Oktober 2013 Timothy Bradley, der im Juni 2012 Manny Pacquiao nach Punkten besiegt hatte und dadurch dessen WBO-Weltmeistertitel im Weltergewicht trug. Márquez legte für diesen Kampf seinen WBO-Titel im Halbweltergewicht nieder und wäre mit einem Sieg zum ersten mexikanischen Boxweltmeister in fünf Gewichtsklassen geworden, verlor den Kampf jedoch in Las Vegas umstritten per geteilter Mehrheitsentscheidung nach Punkten. Einer der offiziellen Punktrichter hatte Márquez mit 115:113 vorne, ebenso die Vertreter der Associated Press.
Nach dieser Niederlage bestritt er seinen letzten Kampf am 17. Mai 2014 im Alter von 40 Jahren im Weltergewicht und siegte einstimmig gegen Mike Alvarado, der bis Oktober 2013 WBO-Weltmeister im Halbweltergewicht war.
Ohne einen weiteren Kampf bestritten zu haben, gab er im August 2017 offiziell sein Karriereende bekannt.